# Ngọc
 Đây là một bài viết bách khoa có tên Ngọc. Về nghĩa của từ này, xem Ngọc tại Wiktionary.
Ngọc (tiếng Anh: jade), ngọc thạch hay ngọc bích là một thuật ngữ chung cho hai loại đá trang trí khác nhau được sử dụng làm đồ trang sức hoặc đồ trang trí.
Ngọc thường được gọi bằng một trong hai tên khoáng vật silicat khác nhau: Ngọc bích (tiếng Anh: nephrit, một silicat của canxi và magiê trong nhóm khoáng chất amphibole) hoặc ngọc cẩm thạch (tiếng Anh: jadeite, một silicat của natri và nhôm trong nhóm khoáng chất pyroxene).

## Tên gọi
Ngọc bích (nephrite) thường có màu xanh lá cây, mặc dù có thể có màu vàng, trắng hoặc đen. Ngọc cẩm thạch (jadeite) có nhiều loại từ màu trắng hoặc gần như không màu, cho đến nhiều sắc thái xanh lục khác nhau (bao gồm cả màu xanh ngọc lục bảo, được gọi là 'hoàng gia'), đến màu tím oải hương, vàng, cam, nâu và đen. Hiếm khi nó có thể có màu xanh lam. Cả hai tên này đều đề cập đến việc sử dụng chúng như đá quý và mỗi tên đều có tên cụ thể hơn về mặt khoáng vật học.
Cả ngọc amphibole (nephrite) và ngọc pyroxene đều là cốt liệu khoáng chất (đá) chứ không phải là một loại khoáng chất (mineral species).
Cốt liệu khoáng chất (tiếng Anh: Mineral aggregate) là khoáng vật có tinh thể tạo thành nhóm, đôi khi lên đến hàng nghìn tinh thể đan xen chặt chẽ với nhau để tạo thành các hình dạng kết tụ độc đáo. Trong hầu hết các trường hợp, các khoáng vật như vậy phải hình thành trong điều kiện hạn chế về không gian, chen chúc trong một khối tinh thể nhỏ đan xen. Trong ngành địa chất và khoáng vật học, khoáng vật (mineral) hoặc loại khoáng vật (tiếng Anh: mineral species) nói chung là chất rắn có thành phần hóa học khá rõ ràng và cấu trúc tinh thể cụ thể, tồn tại tự nhiên ở dạng tinh khiết.
Nephrite đã bị Hiệp hội Khoáng vật Quốc tế (International Mineralogical Association) loại bỏ khỏi danh sách tên loại khoáng sản vào năm 1978 (được thay thế bằng tremolit).
Tên "nephrite" là chính xác về mặt khoáng vật học khi đề cập đến loại đá này. Ngọc cẩm thạch là một loại khoáng vật hợp pháp, khác với đá ngọc bích pyroxene. Tại Trung Quốc, tên jadeite được thay thế bằng "phỉ thuý" (翡翠), tên gọi truyền thống của Trung Quốc cho loại đá quý này đã được sử dụng từ rất lâu trước khi Damour tạo ra cái tên này vào năm 1863.
Ngọc bích nổi tiếng vì được sử dụng làm đồ trang trí trong nghệ thuật Đông Á, Nam Á và Đông Nam Á. Nó thường được sử dụng ở Mỹ Latinh, như Mexico và Guatemala. Việc sử dụng ngọc bích ở Trung Mỹ cho các nghi lễ mang tính biểu tượng và ý thức hệ bị ảnh hưởng bởi sự hiếm có và giá trị của nó trong các nền văn hóa Trung Mỹ thời tiền Colombo, chẳng hạn như Olmecs, Maya và các nền văn minh cổ đại khác ở Thung lũng Mexico.
Ngọc được phân thành ba loại chính: Loại A, Loại B và Loại C. Ngọc loại A là loại ngọc cẩm thạch tự nhiên, chưa qua xử lý, được đánh giá cao vì độ tinh khiết và màu sắc rực rỡ. Đây là loại có giá trị và được săn lùng nhiều nhất, thường có đặc điểm là màu xanh lá cây sống động và độ trong suốt cao. Ngọc bích loại A được tôn kính vì biểu tượng của sự tinh khiết, hòa hợp và bảo vệ trong nhiều nền văn hóa, đặc biệt là ở Đông Á, nơi nó có tầm quan trọng đáng kể về mặt văn hóa và tinh thần.

## Từ nguyên
Từ tiếng Anh jade bắt nguồn từ (tiếng Pháp l'ejade và tiếng La-tinh ilia 'hai bên sườn, vùng thận') từ thuật ngữ tiếng Tây Ban Nha piedra de ijada (lần đầu tiên được ghi lại vào năm 1565) hoặc 'loin stone', từ hiệu quả đáng kinh ngạc của nó trong việc chữa các bệnh về thắt lưng và thận.
Nephrite có nguồn gốc từ lapis nephriticus, một bản dịch tiếng Latinh của từ piedra de ijada trong tiếng Tây Ban Nha.

## Lịch sử

### Đông Á

#### Trung Hoa thời tiền sử và lịch sử
Vào thời kỳ đồ đá mới, nguồn ngọc nephrite chính được biết đến ở Trung Quốc để làm các vật phẩm ngọc nghi lễ và tiện dụng là các mỏ hiện đã cạn kiệt ở khu vực Ninh Thiệu (宁绍, Ningshao) thuộc đồng bằng sông Dương Tử (văn hóa Lương Chử 3400–2250 trước Công nguyên) và ở một khu vực thuộc tỉnh Liêu Ninh và Nội Mông (văn hóa Hồng Sơn 4700–2200 trước Công nguyên).
Ngọc núi Độc Sơn (một loại đá chủ yếu gồm fenspat anorthite và zoisite) đã được khai thác từ năm 6000 trước Công nguyên. Tại Ân Khư của Triều đại nhà Thương (1600 đến 1050 trước Công nguyên) ở An Dương, đồ trang sức bằng ngọc Độc Sơn đã được khai quật trong lăng mộ của các vị vua nhà Thương.
Ngọc bích được coi là "viên ngọc của hoàng gia" và được sử dụng để tạo ra nhiều vật dụng tiện ích và nghi lễ, từ các vật phẩm trang trí trong nhà đến bộ đồ mai táng bằng ngọc bích. Từ các triều đại Trung Hoa đầu tiên cho đến nay, các mỏ ngọc bích được sử dụng nhiều nhất không chỉ là các mỏ ở Kashgar thuộc tỉnh Tân Cương, miền Tây Trung Quốc mà còn ở các vùng khác của Trung Quốc, chẳng hạn như Lam Điền, Thiểm Tây. Ở đó, ngọc bích nephrite trắng và xanh lục được tìm thấy trong các mỏ đá nhỏ và dưới dạng sỏi và đá cuội ở các con sông chảy từ dãy núi Côn Lôn về phía đông vào khu vực sa mạc Takla-Makan. Bộ sưu tập ngọc bích sông tập trung ở sông Yarkand, sông Bạch Ngọc (白玉河, Yurungkash) và sông Karakash.
Từ Vương quốc Kashgar, trên nhánh phía nam của Con đường tơ lụa, các khoản cống nạp hàng năm bao gồm ngọc bích trắng quý giá nhất đã được thực hiện cho triều đình Trung Hoa và được các nghệ nhân lành nghề chế tác thành các tác phẩm nghệ thuật vì ngọc bích có giá trị địa vị vượt xa vàng hoặc bạc. Ngọc bích trở thành vật liệu ưa thích để chế tác các đồ vật cho nhà nho Trung Quốc, chẳng hạn như giá để bút thư pháp, cũng như đầu tẩu thuốc phiện, vì người ta tin rằng hít thở đồ vật làm từ ngọc bích sẽ đem lại tuổi thọ cho người hút thuốc sử dụng loại tẩu này.

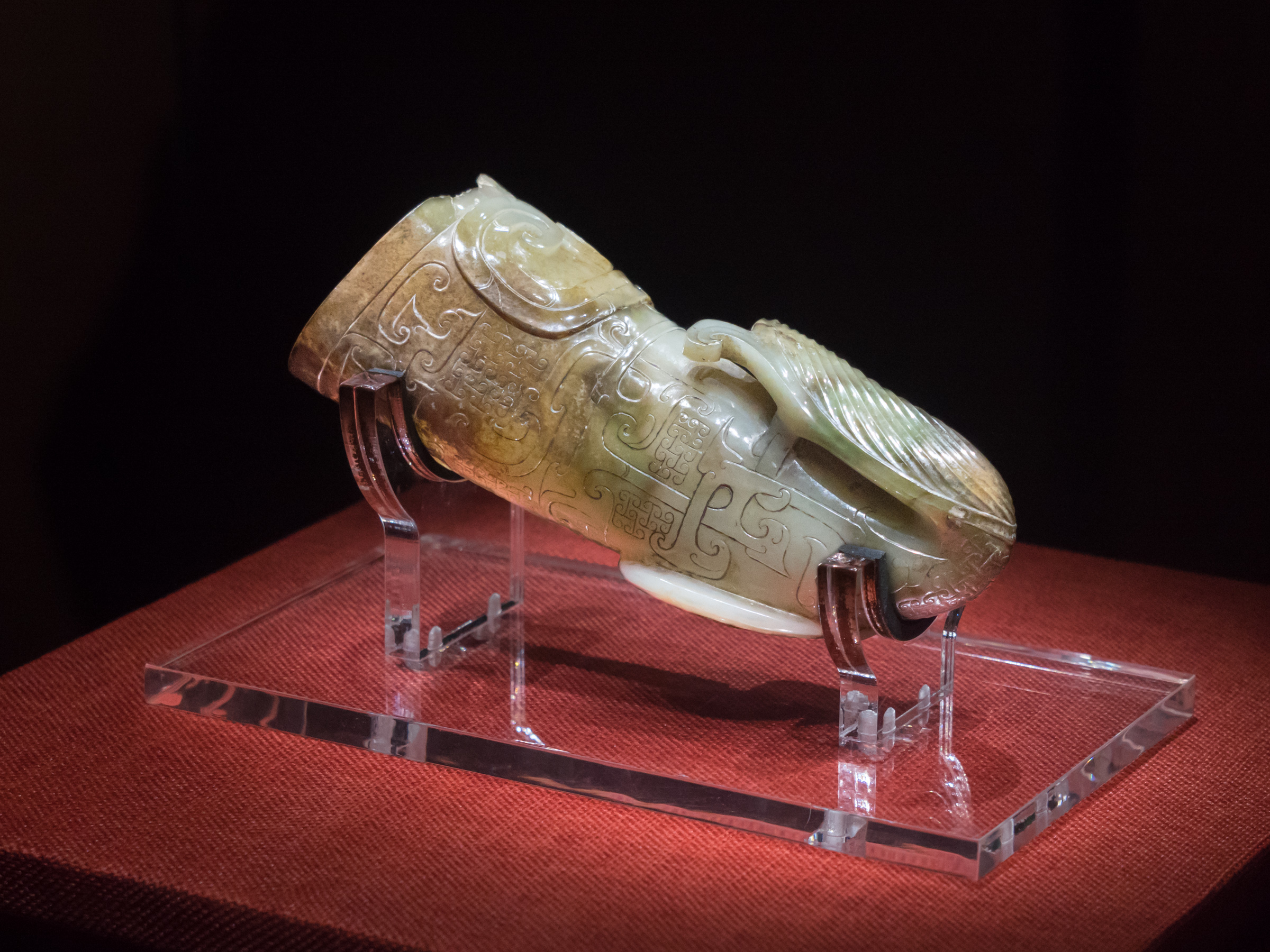
Bình uống nước bằng ngọc hình sừng tê giác, Tây Hán/Nam Việt (202 TCN – 111 TCN)

Ngọc cẩm thạch (tiếng Anh: jadeite) với các màu xanh ngọc lục bảo tươi sáng, màu tím oải hương, hồng, cam, vàng, đỏ, đen, trắng, gần như không màu và nâu được nhập khẩu từ Miến Điện đến Trung Quốc với số lượng chỉ sau khoảng năm 1800. Các loại màu trắng đến xanh lục sống động đã được biết đến như phỉ thúy (翡翠) hay ngọc chim bói cá, do nó giống với lông của chim bói cá.
Định nghĩa đó sau đó được mở rộng để bao gồm tất cả các màu sắc khác có trong đá. Nó nhanh chóng trở nên phổ biến gần bằng ngọc nephrite và là loại đá được giới quý tộc nhà Thanh ưa chuộng, trong khi các học giả vẫn rất gắn bó với ngọc bích (ngọc trắng hay ngọc bích Hòa Điển), loại ngọc mà họ cho là biểu tượng của giới quý tộc.
Trong lịch sử nghệ thuật của phong kiến Trung Hoa, ngọc bích có ý nghĩa đặc biệt, tương đương với vàng và kim cương ở phương Tây. Ngọc bích được dùng làm những đồ vật tinh xảo nhất, tượng thờ cúng và đồ trang trí trong lăng mộ của các thành viên cấp cao trong hoàng tộc. Do tầm quan trọng đó và tầng lớp trung lưu đang gia tăng ở Trung Quốc, vào năm 2010, viên ngọc bích chất lượng nhất  được tìm thấy trong những viên ngọc bích "mỡ cừu" – được đặt tên như vậy vì độ đồng nhất màu trắng như đá cẩm thạch của nó – có thể được bán với giá 3.000 USD/ounce, tăng gấp 10 lần so với một thập kỷ. trước đó.
Ký tự tiếng Trung 玉 (yù) được dùng để chỉ một số loại đá được biết đến trong tiếng Anh là "jade" (e.g. 玉器, ngọc khí), như ngọc cẩm thạch (硬玉, 'ngạnh ngọc', nghĩa là "ngọc cứng" một tên khác cho phỉ thúy) và ngọc bích (軟玉, 'nhuyễn ngọc', nghĩa là "ngọc mềm"). Trong khi vẫn được sử dụng, các thuật ngữ "ngọc cứng" và "ngọc mềm" là kết quả của bản dịch sai của một nhà địa chất người Nhật Bản và nên tránh sử dụng.
Nhưng vì giá trị gia tăng về mặt văn hóa đối với ngọc trong suốt lịch sử Trung Quốc, từ này cũng được dùng để chỉ chung hơn các loại đá quý hoặc đá trang trí và rất phổ biến trong cách sử dụng mang tính biểu tượng hơn như trong các cụm từ như 拋磚引玉/抛砖引玉 (Nghĩa đen là "đúc một viên gạch, tức là lời nói của chính người nói, để rút ra một viên ngọc, tức là những viên ngọc trí tuệ từ phía bên kia"), 玉容 (ngọc dung; "vẻ mặt đẹp như ngọc"), và 玉立 (mảnh mai và duyên dáng; "ngọc đứng ngay thẳng"). Ký tự này có phạm vi ý nghĩa tương tự khi xuất hiện dưới dạng bộ thủ như một phần của các ký tự khác.

#### Nhật Bản thời tiền sử và lịch sử
Ngọc bích ở Nhật Bản được sử dụng làm vòng tay ngọc bích. Đây là biểu tượng của sự giàu có và quyền lực. Các nhà lãnh đạo cũng sử dụng ngọc bích trong các nghi lễ. Đây là quốc đá của Nhật Bản.
Các ví dụ về việc sử dụng ở Nhật Bản có thể bắt nguồn từ thời kỳ Jomon đầu tiên cách đây khoảng 7.000 năm. Kết quả phân tích XRF đã tiết lộ rằng tất cả ngọc bích được sử dụng ở Nhật Bản kể từ thời Jomon đều có nguồn gốc từ Itoigawa.
Văn hóa ngọc bích nở rộ ở Nhật Bản cổ đại tôn trọng màu xanh lá cây, và không sử dụng ngọc bích có màu khác. Có giả thuyết cho rằng ý nghĩa của nó là do người ta tin rằng màu xanh lá cây giúp tái tạo khả năng sinh sản, sự sống và linh hồn của trái đất.

#### Triều Tiên thời tiền sử và lịch sử

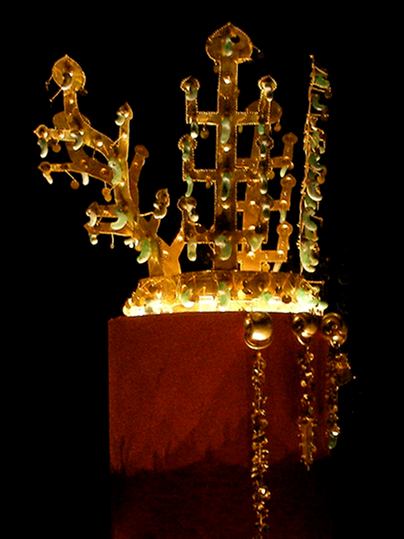
Vương miện bằng vàng của hoàng tộc Silla

Việc sử dụng ngọc bích và các loại đá xanh khác là một truyền thống lâu đời ở Triều Tiên (k. 850 BC –năm 668 sau Công Nguyên). Ngọc được tìm thấy ở một số lượng nhỏ các ngôi nhà hầm và các khu chôn cất.
Sản xuất thủ công các loại "ngọc" hình dấu phẩy và hình ống nhỏ bằng các vật liệu như ngọc bích, microclin, jasper, v.v., ở miền nam bán đảo Triều Tiên có nguồn gốc từ thời kỳ đồ gốm Mumun giữa k. 850––550 trước Công nguyên).
Những viên ngọc hình dấu phẩy được tìm thấy trên một số vương miện bằng vàng của hoàng tộc Silla (k. 300/400–668 sau Công nguyên) và những ngôi mộ xa hoa của giới thượng lưu thời Tam Quốc Triều Tiên. Sau khi nhà nước Silla thống nhất Bán đảo Triều Tiên vào năm 668, việc phổ biến rộng rãi các nghi lễ tang lễ liên quan đến Phật giáo đã dẫn đến việc suy giảm việc sử dụng ngọc bích trong chôn cất như một vật dụng tang lễ uy tín.

### Những nơi khác

#### Māori

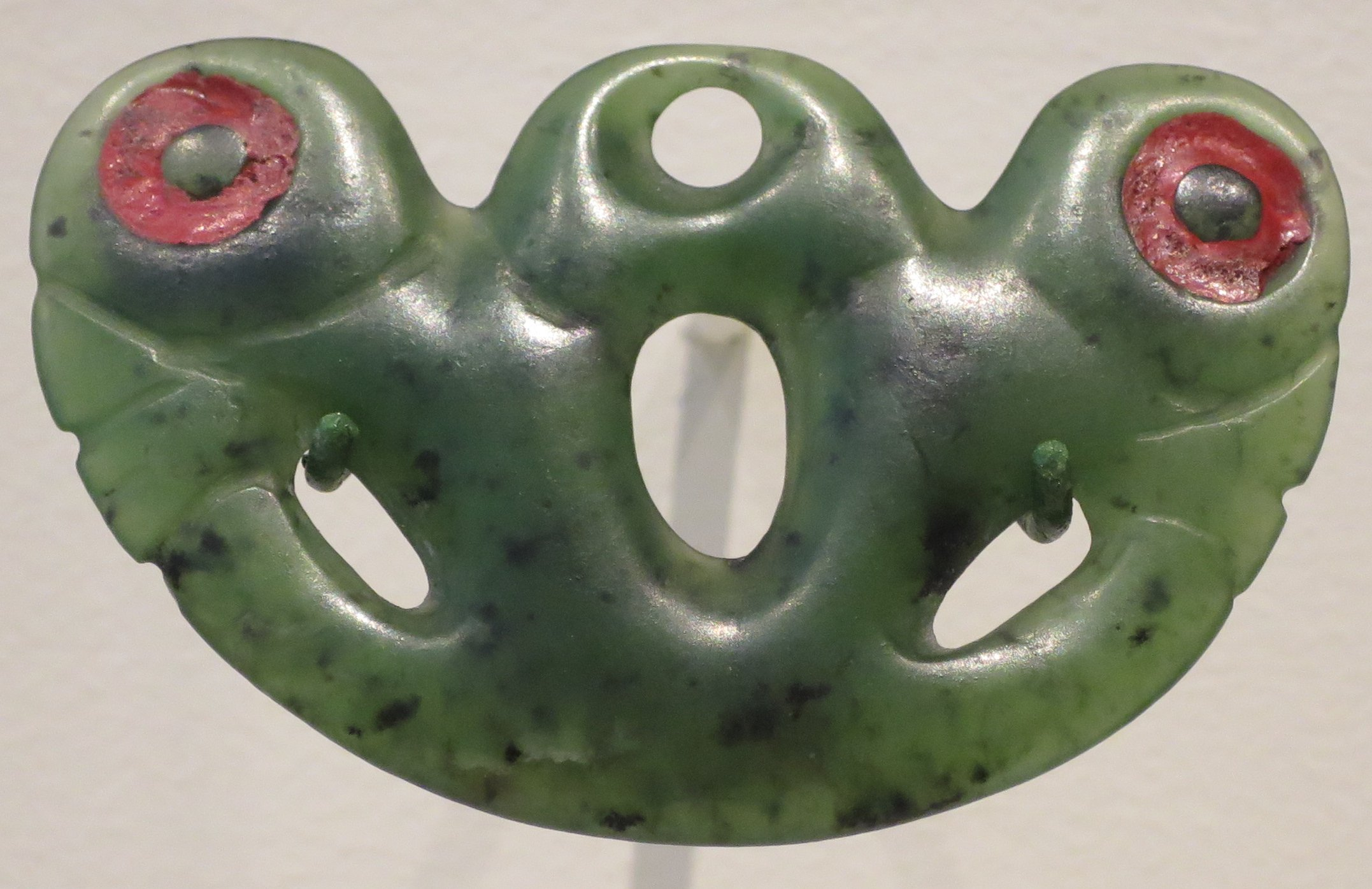
Mặt dây chuyền hai đầu bằng đá xanh (pekapeka) của người Māori từ New Zealand

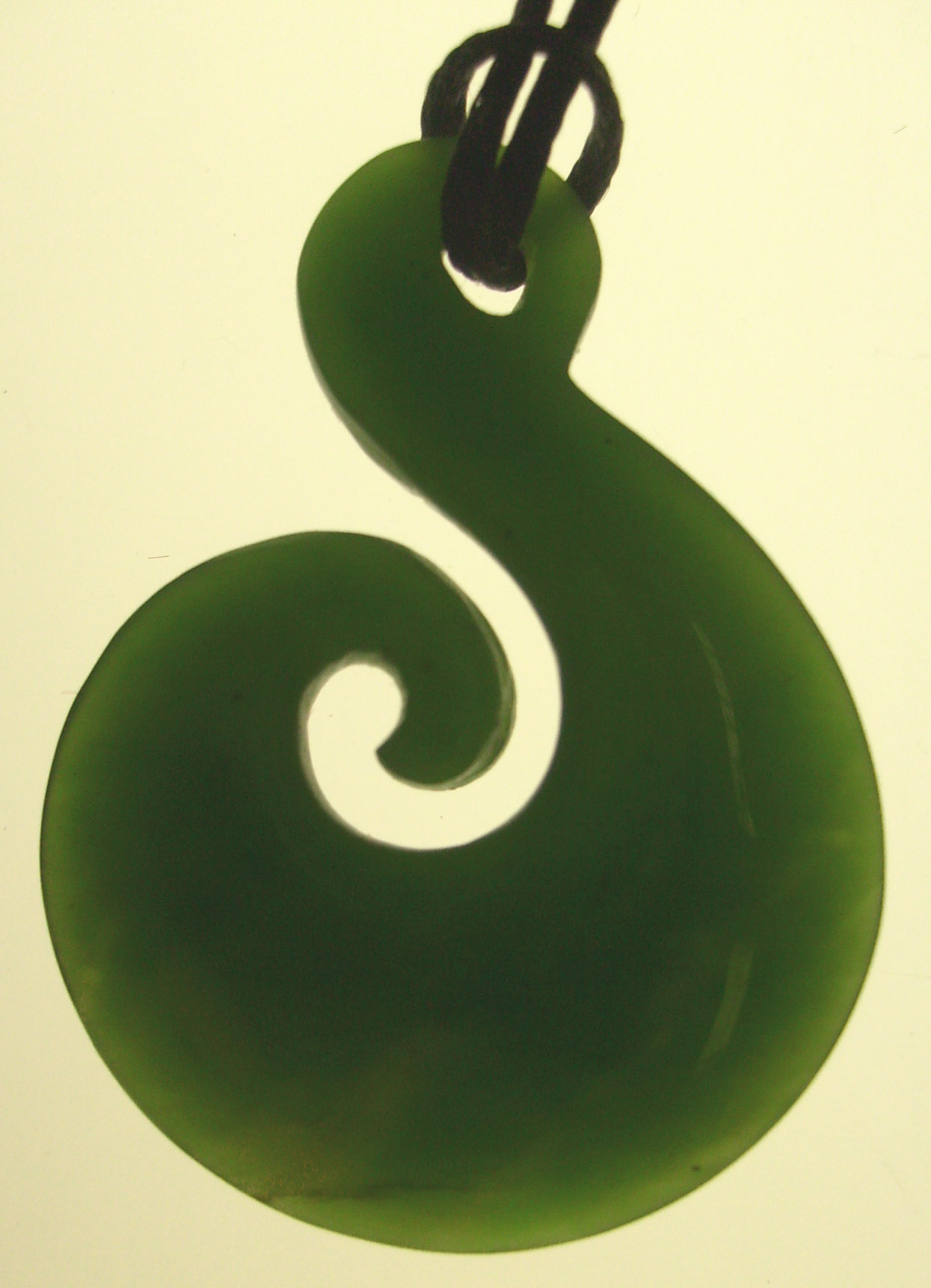
Mặt dây chuyền ngọc bích hei matau của người Māori

Ngọc bích Nephrite ở New Zealand được gọi là pounamu trong tiếng Māori (thường được gọi là "greenstone" trong tiếng Anh New Zealand) và đóng vai trò quan trọng trong văn hóa Māori. Nó được coi là taonga hay kho báu, và do đó được bảo vệ theo Hiệp ước Waitangi, và việc khai thác nó bị hạn chế và giám sát chặt chẽ. Nó chỉ được tìm thấy ở Đảo Nam của New Zealand, được gọi là Te Wai Pounamu trong tiếng Māori—"[Vùng đất của] Nước Greenstone" hay Te Wahi Pounamu—"Nơi có Greenstone".
Pounamu taonga tăng mana (uy tín) khi chúng được truyền từ thế hệ này sang thế hệ khác. Những taonga (kho báu) được đánh giá cao nhất là những taonga có lịch sử được biết đến từ nhiều thế hệ. Người ta tin rằng chúng có mana riêng và thường được tặng làm quà để ký kết các thỏa thuận quan trọng.
Các công cụ, vũ khí và đồ trang trí đều được làm từ nó; đặc biệt là rìu, mere (chùy ngắn) và hei-tiki (mặt dây chuyền đeo cổ). Đồ trang sức Nephrite theo thiết kế của người Maori rất được người dân địa phương và khách du lịch ưa chuộng, mặc dù một số loại ngọc được sử dụng cho những món đồ này hiện được nhập khẩu từ British Columbia và các nơi khác.
Pounamu taonga bao gồm các công cụ như toki (rìu), whao (đục), whao whakakōka (rãnh), ripi pounamu (dao), nạo, dùi, đá búa và mũi khoan. Các công cụ săn bắn bao gồm matau (móc câu) và mồi câu, mũi giáo và kākā poria (vòng chân để buộc chặt chim nuôi nhốt); vũ khí như mere (chùy cán ngắn); và đồ trang trí như mặt dây chuyền (hei-tiki, hei matau và pekapeka), mặt dây chuyền tai (kuru và kapeu) và ghim áo choàng.
Các công cụ pounamu chức năng được sử dụng rộng rãi vì cả lý do thực tế và trang trí, và tiếp tục được đeo như mặt dây chuyền trang trí thuần túy (hei kakï) ngay cả sau khi chúng không còn được sử dụng làm công cụ nữa.

#### Trung Bộ châu Mỹ

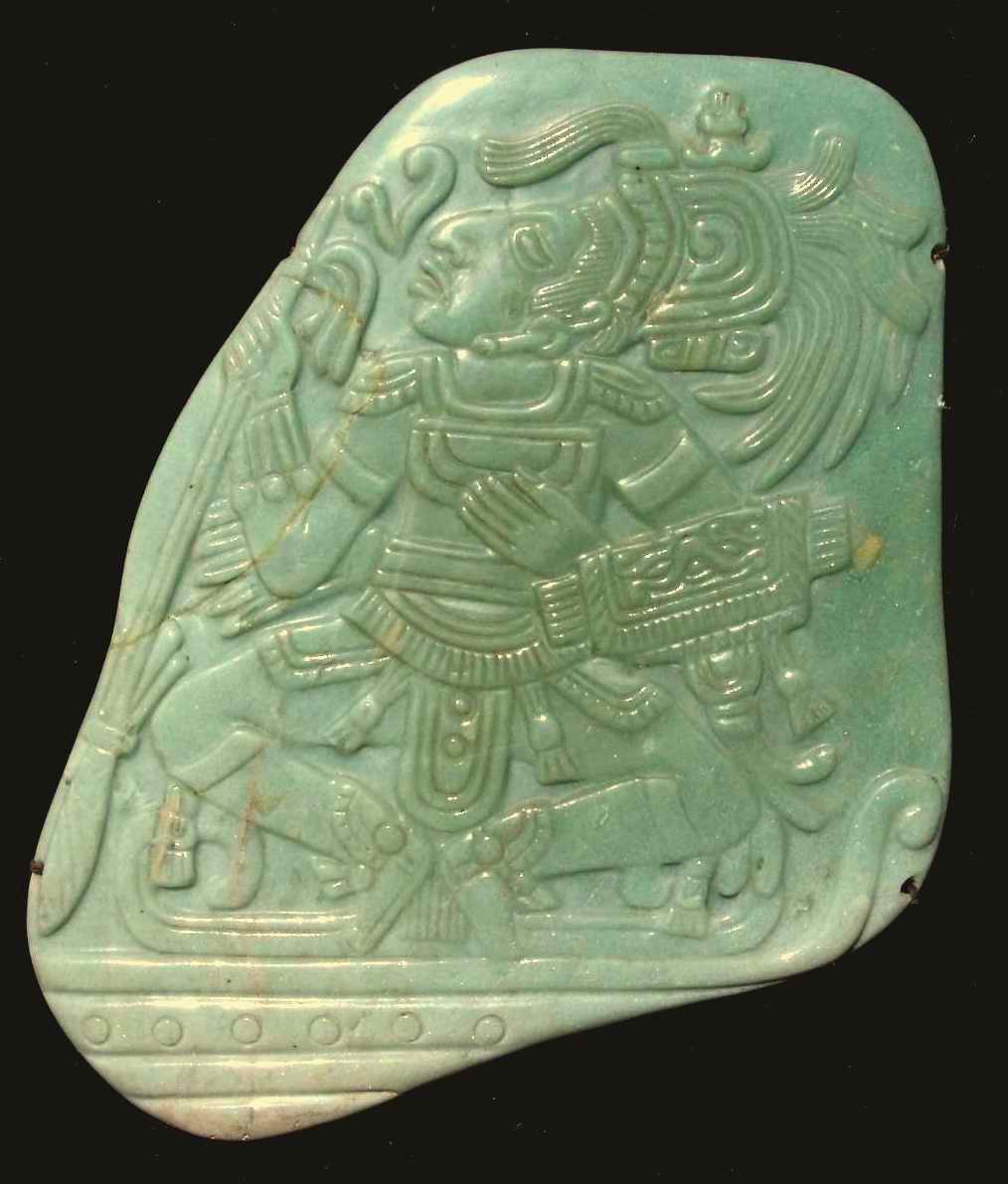
Phần che bọng (của áo giáp) bằng ngọc từ thời kỳ Maya cổ đại (cao 195 mm)

Ngọc bích là một vật liệu quý hiếm và có giá trị ở Trung Mỹ thời kỳ tiền Colombo. Nguồn duy nhất mà các nền văn hóa bản địa khác nhau, chẳng hạn như Olmec và Maya, có thể lấy được ngọc nằm ở thung lũng sông Motagua ở Guatemala. Ngọc bích phần lớn là một mặt hàng tinh túy và thường được chạm khắc theo nhiều cách khác nhau, cho dù dùng làm phương tiện để khắc chữ tượng hình hay được tạo hình thành các bức tượng nhỏ mang tính biểu tượng. Nói chung, vật liệu này có tính biểu tượng cao và thường được sử dụng để thực hiện các nghi lễ và thực hành tư tưởng.

#### Canada
Ngọc bích không được thương mại hóa ở Canada cho đến những năm 1970. Công ty khai thác mỏ Loex James Ltd., được thành lập bởi hai người California, bắt đầu khai thác thương mại ngọc bích Canada vào năm 1972.
Việc khai thác được thực hiện từ những tảng đá lớn chứa lượng ngọc bích dồi dào. Ngọc được khai thác bằng cách sử dụng mũi khoan lõi kim cương để trích xuất mẫu. Điều này được thực hiện để đảm bảo rằng ngọc đáp ứng yêu cầu. Sau đó, các máy rải thủy lực được đưa vào các điểm phân cắt trong đá để có thể phá vỡ ngọc bích. Sau khi các tảng đá được loại bỏ và ngọc bích có thể tiếp cận được, nó sẽ được chia thành các mảnh nặng 10 tấn dễ quản lý hơn bằng cách sử dụng cưa kim cương làm mát bằng nước. Ngọc bích sau đó được chất lên xe tải và vận chuyển đến nơi lưu trữ thích hợp.

#### Nga
Nga đã nhập khẩu ngọc từ Trung Quốc trong một thời gian dài, nhưng vào những năm 1860, mỏ ngọc bích của nước này đã được tìm thấy ở Siberia. Ngày nay, các mỏ ngọc bích chính nằm ở Đông Siberia, nhưng ngọc bích cũng được khai thác ở Polar Urals và lãnh thổ Krasnoyarsk (các mỏ Kantegirskoye và Kurtushibinskoye). Trữ lượng ngọc thô của Nga ước tính ở mức 336 tấn.
Văn hóa ngọc bích của Nga có mối liên hệ chặt chẽ với hoạt động sản xuất đồ trang sức như Fabergé, nơi có xưởng kết hợp đá xanh với vàng, kim cương, ngọc lục bảo và hồng ngọc.

#### Xi-bê-ri
Trong những năm 1950 và 1960, nhiều người Xi-bê-ri có niềm tin mãnh liệt, xuất phát từ truyền thống, rằng ngọc bích là một phần của nhóm vật thể thiêng liêng có sự sống.

#### Mông Cổ
Trong những năm 1950 và 1960, nhiều người Mông Cổ có niềm tin mãnh liệt, xuất phát từ truyền thống cổ xưa, rằng ngọc bích là một phần của loại vật linh thiêng có sự sống.